# Mucobasispora tarikii
Mucobasispora tarikii är en svampart som beskrevs av Moustafa & Abdul-Wahid 1990. Mucobasispora tarikii ingår i släktet Mucobasispora, divisionen sporsäcksvampar och riket svampar.   Inga underarter finns listade i Catalogue of Life.